# Ковальчук Максим Сергійович
Максим Сергійович Ковальчук (біл. Максім Сяргеевіч Кавальчук; нар. 5 березня 2000, Берестя, Білорусь) — білоруський футболіст, півзахисник клубу «Динамо-Берестя».

## Клубна кар'єра
Вихованець берестейського «Динамо», з 2017 року виступав за дубль, а наступного року закріпився в дублюючому складі «динамівців». Напередодні початку сезону 2019 року брав участь у тренувальному таборі першої команди Берестя в ОАЕ, а згодом повернувся в дубль.
У серпні 2019 року відданий в оренду клубу «Енергетик-БДУ». 11 серпня 2019 року дебютував у Вищій лізі, вийшовши на заміну в першому таймі матчу проти БАТЕ (1:4), але переважно виступав за дубль столичного клубу. У грудні 2019 року повернувся в «Динамо».

## Статистика виступів
| Сезон    | Дивізіон | Клуб             | Країна   | Матчі | Голи |
| -------- | -------- | ---------------- | -------- | ----- | ---- |
| 2017     | дубль    | «Динамо-Берестя» | Білорусь | 7     | 0    |
| 2018     | дубль    | «Динамо-Берестя» | Білорусь | 24    | 1    |
| 2019 (1) | дубль    | «Динамо-Берестя» | Білорусь | 16    | 1    |
| 2019 (2) | Д1       | «Енергетик-БДУ»  | Білорусь | 2     | 0    |